# Districtul Hallein
Districtul Hallein din Austria corespunde în parte cu fostul ținut (germană: Gau) „Tennengau”, unul dintre cele 5 ținuturi din landul Salzburg care este situat între Flachgau (azi Salburg) la nord, și la sud  Pongau (azi Districtul St. Johann im Pongau).

## Structura administrativă
In paranteză apar numărul de locuitori:

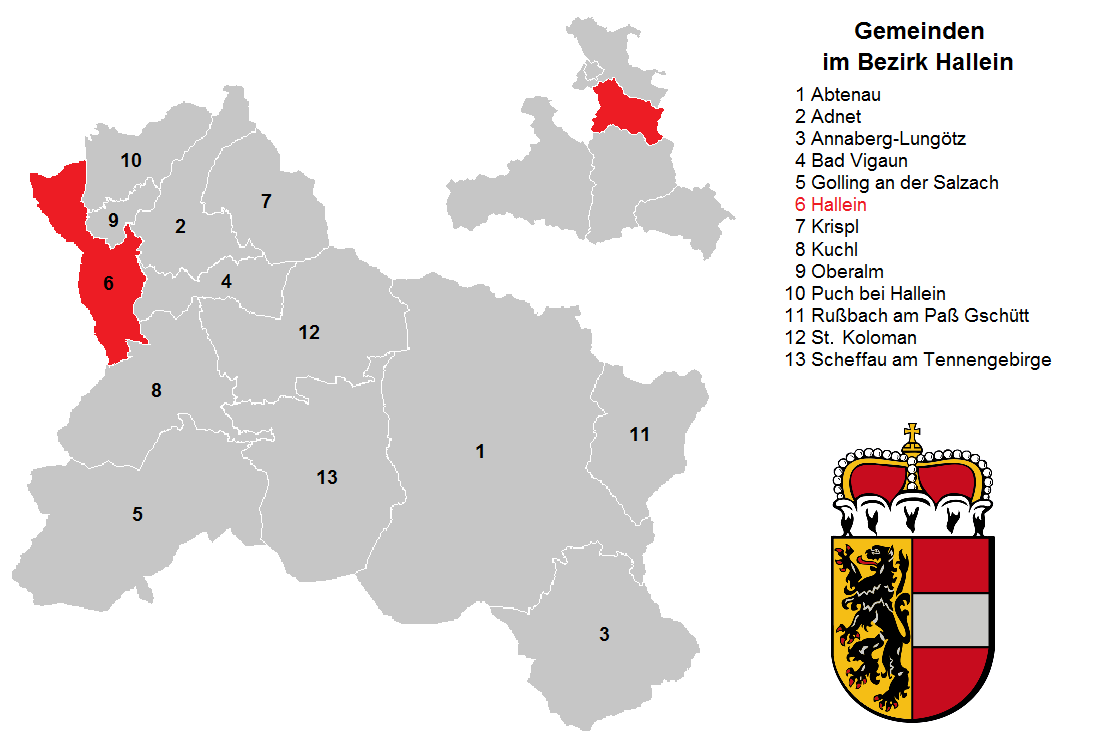
Localităţile din districtul Hallein

| Orașe - Hallein (19.340) Târguri - Abtenau (5.784) - Golling an der Salzach (3.988) - Kuchl (6.652) - Oberalm (4.140) | Comune - Adnet (3.448) - Annaberg-Lungötz (2.319) - Bad Vigaun (1.887) - Krispl (868) - Puch bei Hallein (4.231) - Rußbach am Paß Gschütt (781) - St. Koloman (1.602) - Scheffau am Tennengebirge (1.322) |